# Museo civico Amedeo Lia
(Federico Zeri)
Il museo civico "Amedeo Lia" ha sede alla Spezia, in Italia. È stato inaugurato nel 1996 per ospitare le numerose opere d'arte donate in vita dal collezionista Amedeo Lia al Comune della Spezia.

## Struttura
Il museo Amedeo Lia si trova in via del Prione 234, nella zona pedonale del centro storico cittadino. L'edificio in cui ha sede il museo è l'antico complesso conventuale dei frati minimi di San Francesco di Paola, costruito a partire dal 1616.
Dal 1798, in seguito alle soppressioni giacobine, il convento diviene prima un ospedale militare e successivamente un ospedale civile. Per meglio svolgere la funzione di ospedale cittadino negli anni a seguire vengono apportate vistose modifiche, come l'abbattimento del campanile e la realizzazione di muri e pilastri per dividere lo spazio disponibile.
In seguito alla costruzione del nuovo ospedale viene trasformato in caserma e residenza a partire dal 1914, ed è nel primo dopoguerra che viene infine utilizzato come sede della Pretura e poi di uffici comunali. Si arriva così alla ristrutturazione degli anni novanta, necessaria a rendere l'edificio idoneo ad ospitare il prestigioso museo.

## La collezione
- Sala I: gli oggetti liturgici
- Sala II: le miniature
- Sala III: L'antiquarium archeologico
- Sala IV: I fondi oro
- Sala V: I dipinti del XV secolo
- Sala VI: I dipinti del Cinquecento
- Sala VII: I ritratti
- Sala VIII: Gli stranieri
- Sala IX: I dipinti del Seicento
- Sala X: Il Settecento
- Sala XI: Sculture in bronzo e marmo
- Sala XII: Vetri, terrecotte e maioliche
- Sala XIII: Le Nature Morte
- La "Camera delle Meraviglie"

## Percorso espositivo

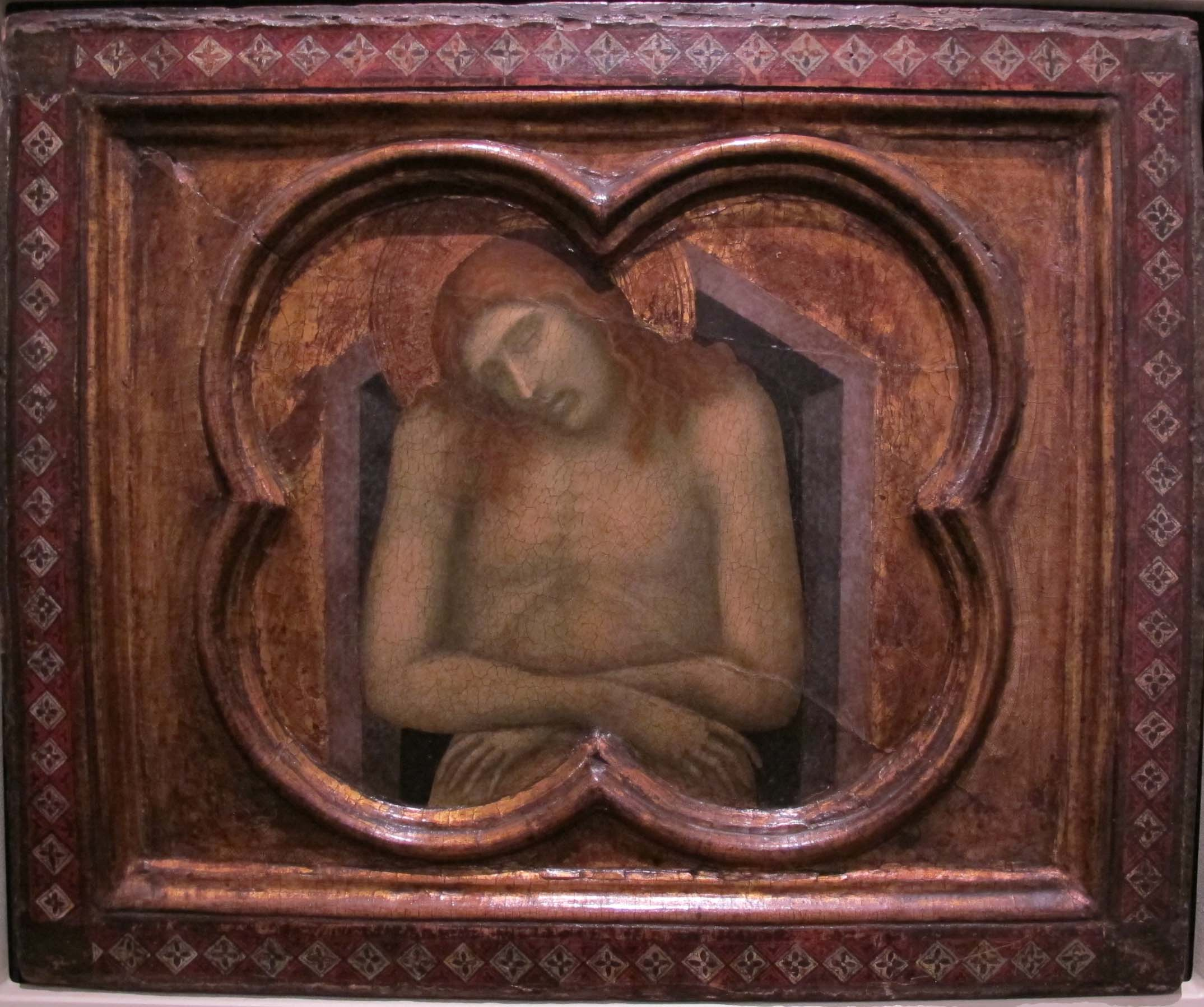
Pietro Lorenzetti
Vir dolorum

Entrati nella chiesa del complesso conventuale, oggi sala I del museo, ecco subito la Madonna col Bambino (attribuita al Sassetta), legno policromo prodotto in Umbria nel XIII secolo e, a questa contrapposta, il busto femminile in argento dorato, opera del basso medioevo siciliano. Quindi oggetti in avorio, gioielli antichi, paci, smalti limosini, croci e crocifissi.
Le miniature occupano la sala II, da cui si passa al primo piano interamente dedicato alla quadreria ad eccezione della sala III, di assesso, dove appare ordinato il nucleo archeologico. Superba la testa in calcare giallo proveniente con ogni probabilità dal tempio di Idalion, opera cipriota databile al V secolo a.C.
Quindi nella sala IV, le tavole due, tre e quattrocentesche, con vertici altissimi: Lippo di Benivieni, Bernardo Daddi, Pietro Lorenzetti, Bartolo di Fredi, Lippo Memmi, Paolo di Giovanni Fei, Sassetta, Sano di Pietro, Bicci di Lorenzo, Vincenzo Foppa, Benedetto Bembo, Alvise Vivarini, Colantonio.
Per il Cinquecento si segnala la piccola rassegna dei ritratti dove spiccano un presunto Autoritratto del Pontormo, il Ritratto di Gentiluomo di Tiziano ed il dipinto di Gentile Bellini, ospitati nella sala VII.

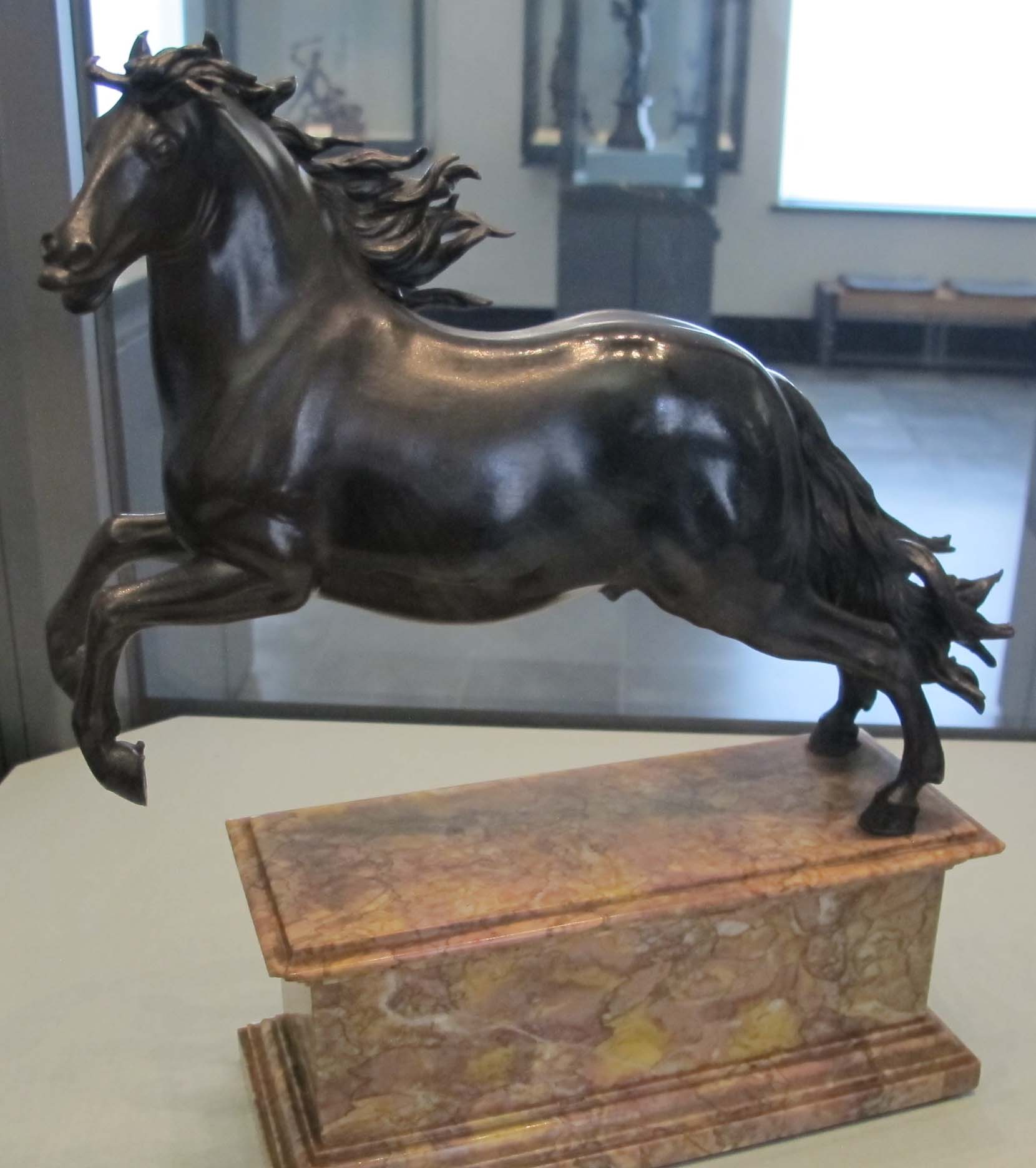
Ferdinando Tacca
Cavallino

I Caravaggeschi occupano una sezione cospicua nella sala IX, dedicata al Seicento, così come Venezia ed i suoi grandi interpreti spiccano fra i dipinti settecenteschi della sala X: il nitore teatrale e scenografico di Michele Marieschi, l'equilibrio formale di Canaletto, i cieli vasti di Bernardo Bellotto, le tremule e offuscate vedute di Francesco Guardi e i fiori ricadenti di Elisabetta Marchioni.
Al secondo piano, nella sala XI, i bronzi, ottimamente rappresentati: Severo Calzetta da Ravenna, il Riccio, l'Antico, il Moderno, Niccolò Roccatagliata, Ferdinando Tacca e gli ambiti o le botteghe di Baccio Bandinelli, Ammannati, Giambologna.
Fra i vetri si segnala il nucleo archeologico nella sala XII - nel quale troviamo la rarissima piccola bottiglia a bande d'oro di produzione imperiale - e quello settecentesco. Quindi i cristalli di rocca, le maioliche, i coralli, le casse in pastiglia, le terrecotte.
In conclusione la sala XIII o delle nature morte, prevalentemente seicentesche: Fede Galizia, Cristoforo Munari, Cagnacci, il serico e sontuoso tessuto che fa da sfondo al liuto di Evaristo Baschenis o della sua cerchia.

## Galleria d'immagini

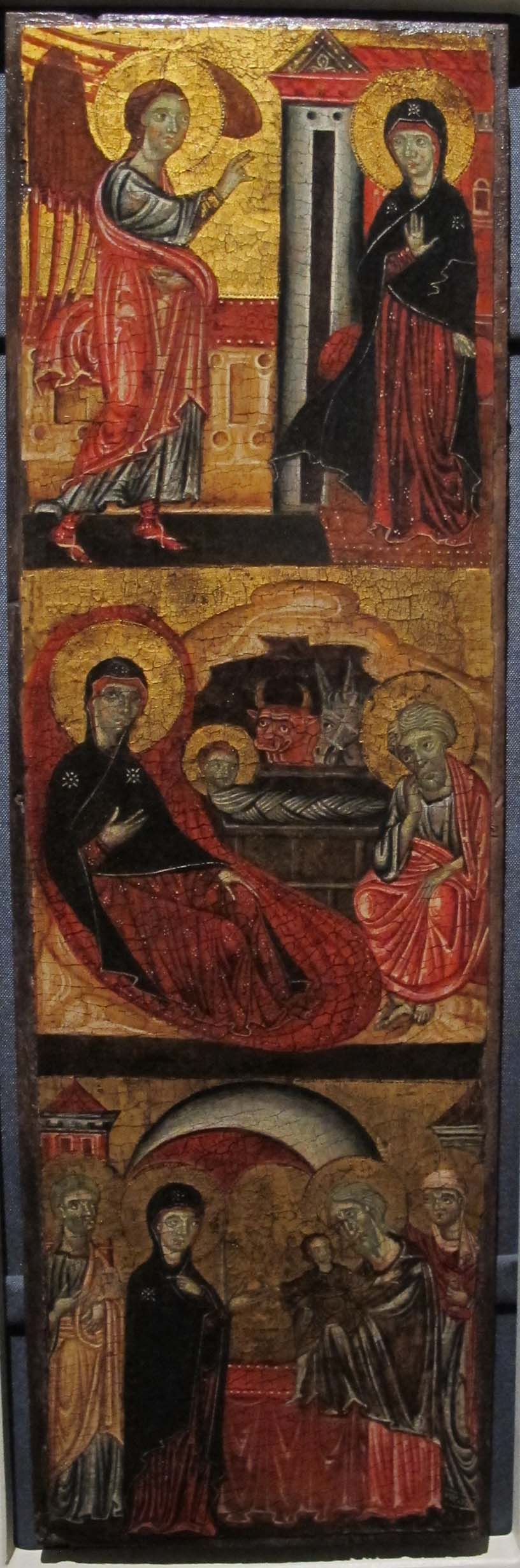
Maestro della Maddalena Storie dell'infanzia di Cristo 1250-1300 ca
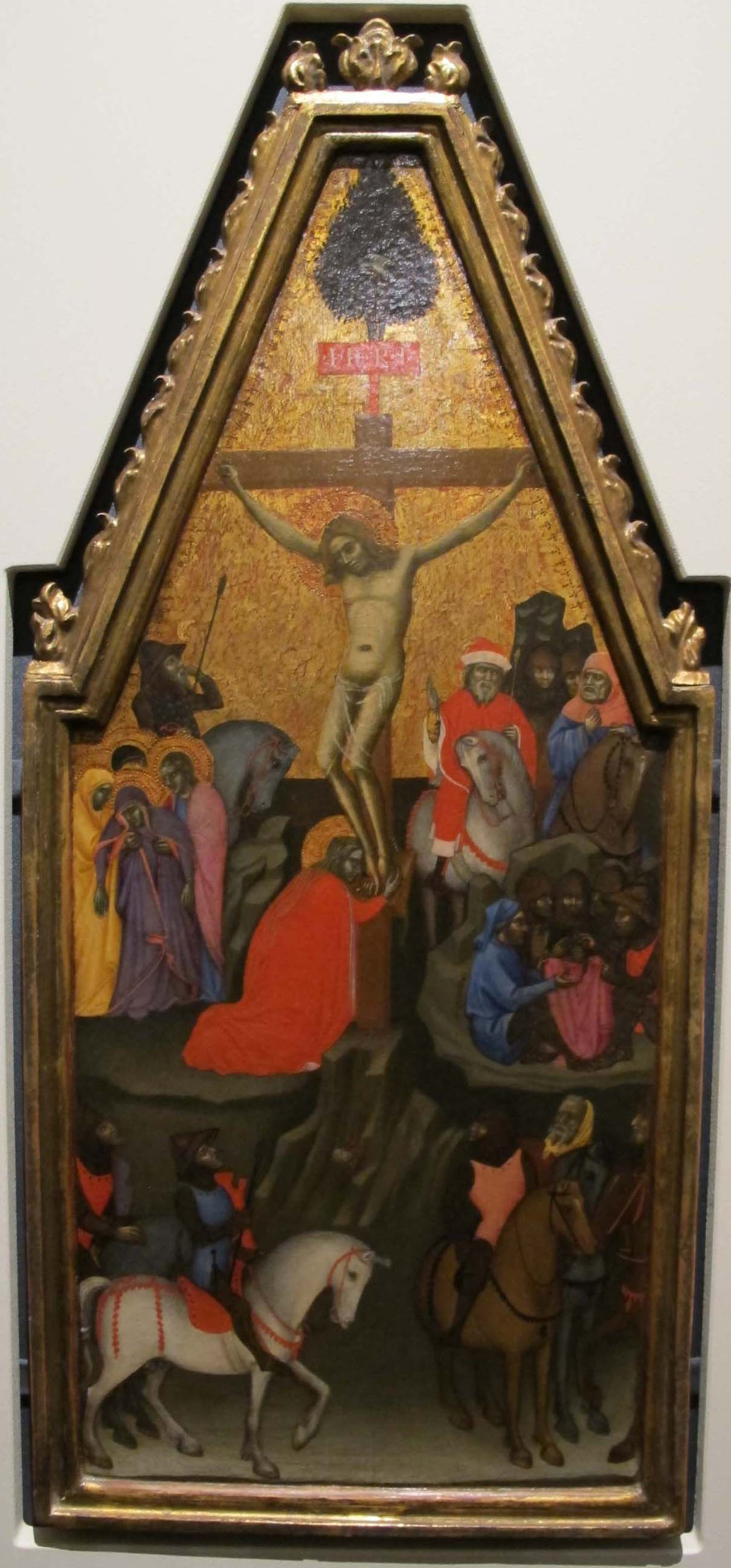
Barnaba da Modena Crocefissione 1350-1400 ca
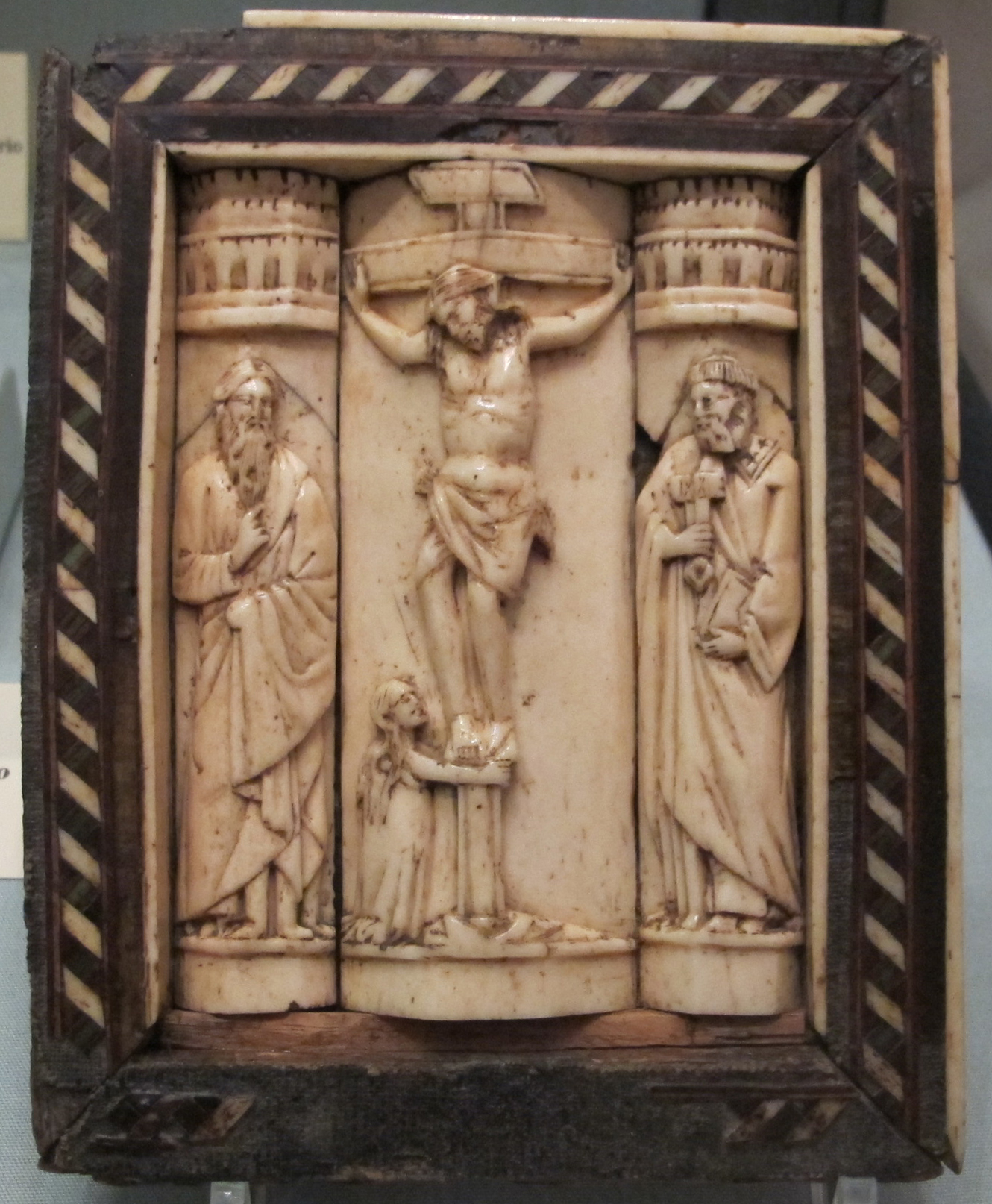
Bottega degli Embriachi Crocefissione 1425-1450 ca
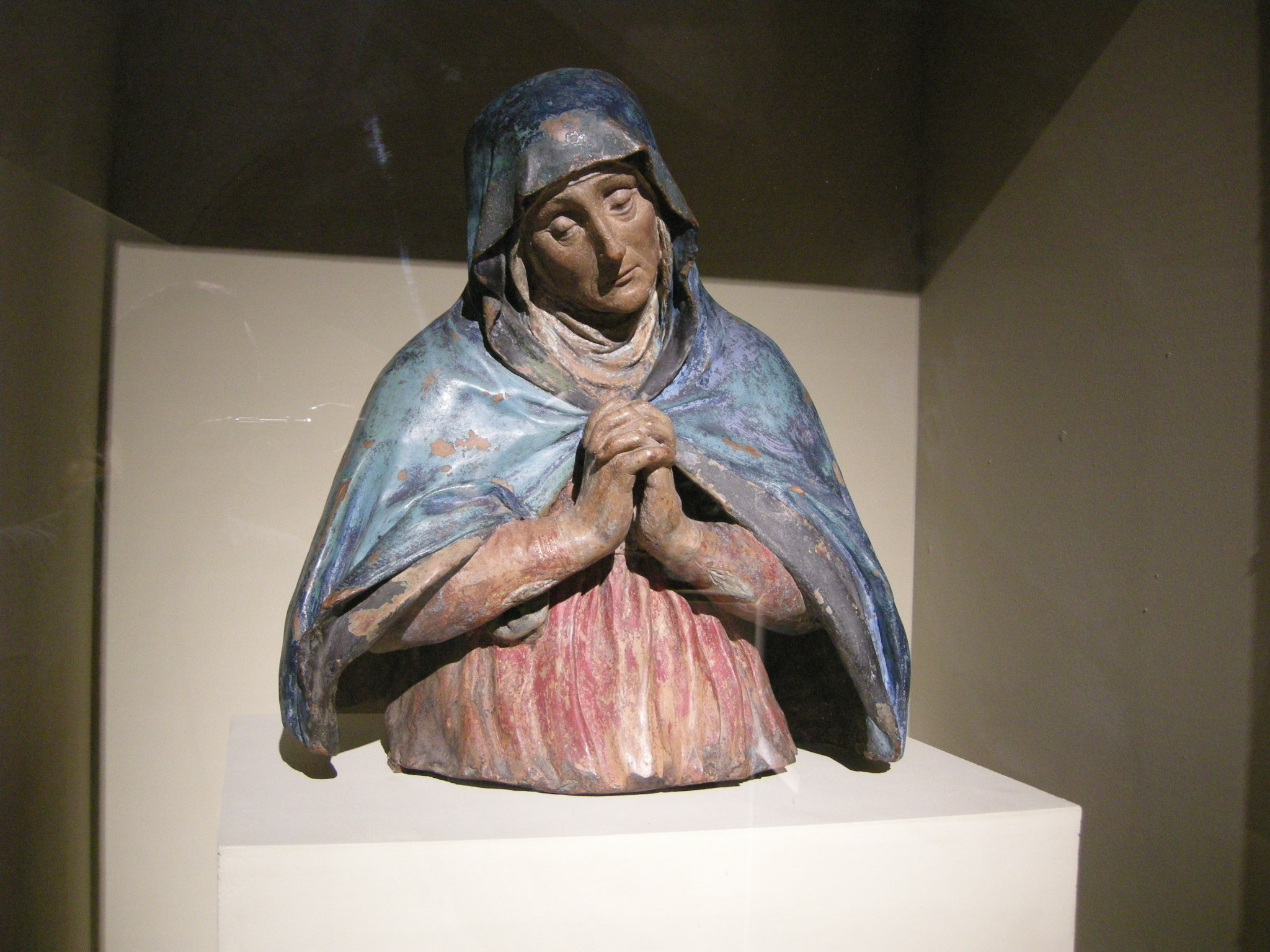
Benedetto da Maiano Madonna dolente 1488 ca
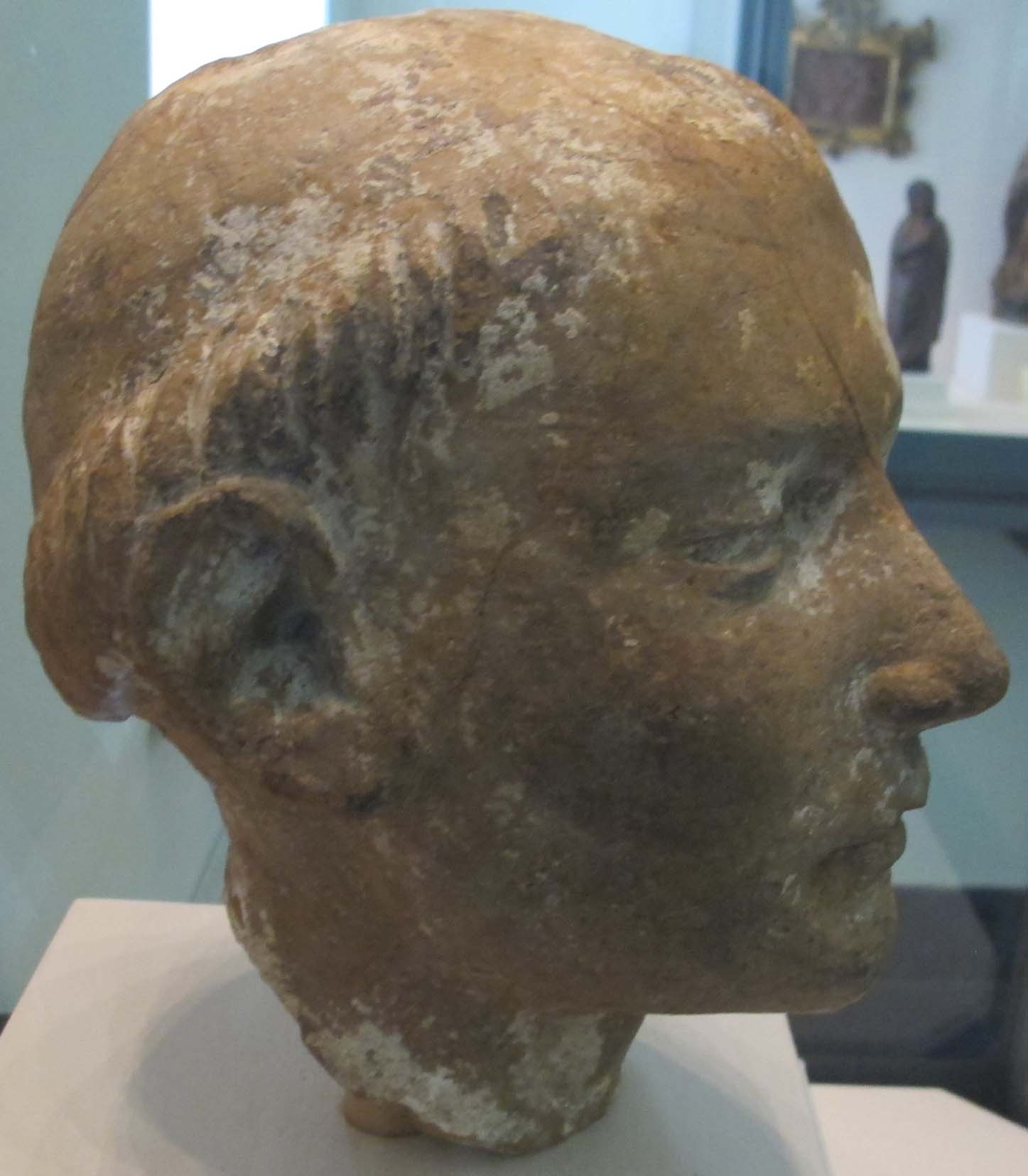
Francesco Laurana San Lorenzo ?
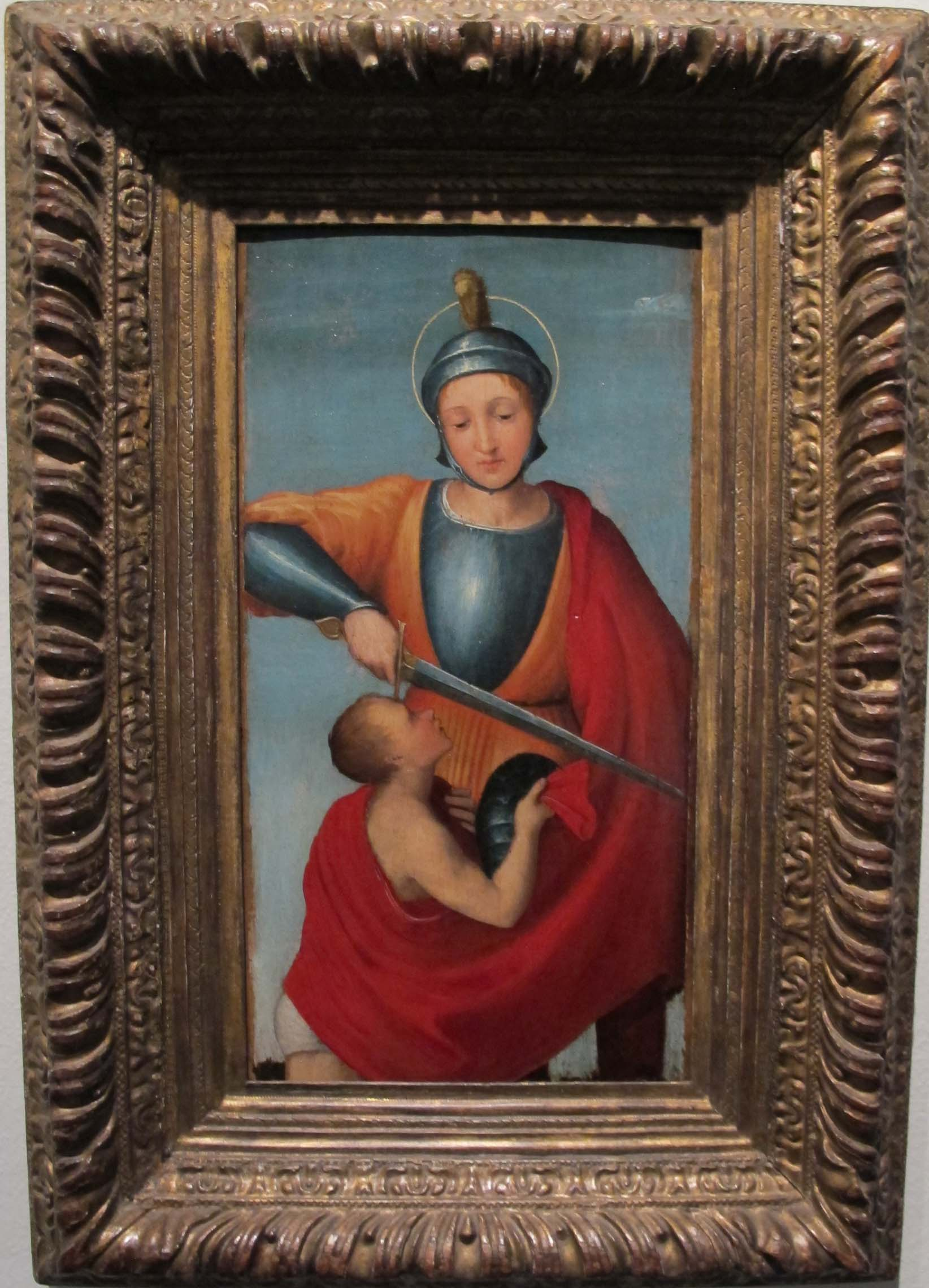
Raffaello (attr.) San Martino e il povero
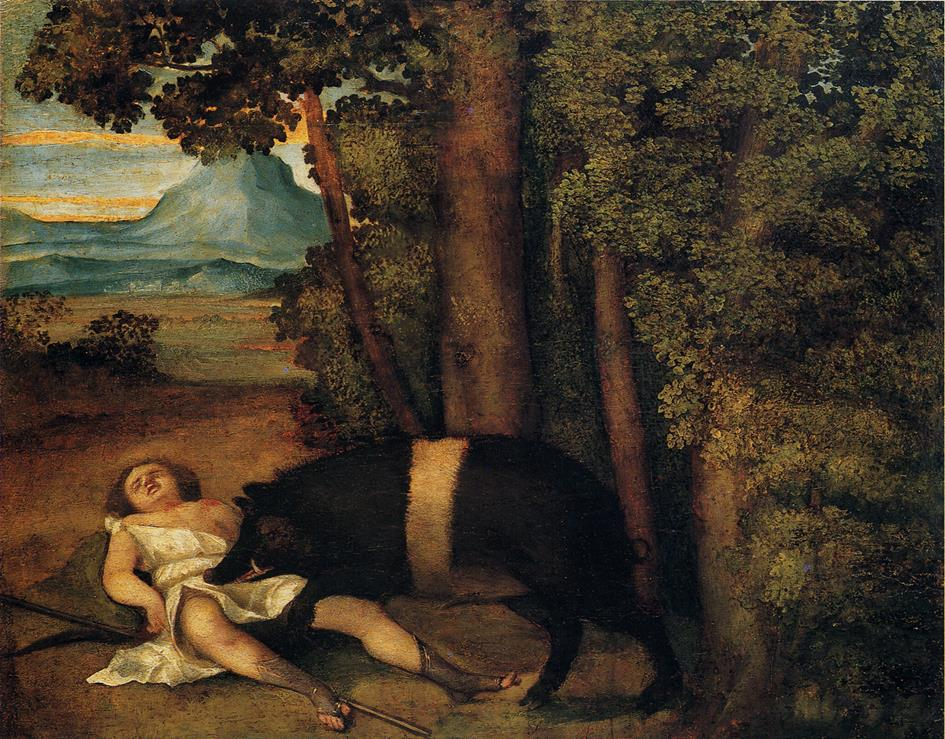
Sebastiano del Piombo Morte di Adone